# Inti Creates
Inti Creates Co., Ltd. (株式会社インティ・クリエイツ, Kabushiki-gaisha Inti Kurieitsu) est un studio japonais de développement de jeux vidéo fondé en mai 1996 par d'anciens employés de Capcom, surtout connu pour la création des franchises Mega Man Zero et Mega Man ZX.
Inti Creates se distingue dans l'industrie du jeu vidéo par sa capacité à développer des nouvelles propriétés intellectuelles (IP) tout en collaborant étroitement avec d'autres sociétés pour revitaliser et travailler sur des franchises bien établies, par exemple auprès de Capcom, Wayforward ou Comcept.
La société a également publié plusieurs albums musicaux composés et arrangés par III, dont les membres sont Ippo Yamada, Luna Umegaki, Tsutomu Kurihara, Masaki Suzuki, et Akari Kaida.

## Jeux développés
- Speed Power Gunbike (1998, PlayStation)
- Love & Destroy (1999, PlayStation)
- Kurohige no Golf Shiyouyo (2002, Game Boy Advance)
- Mega Man Zero (2002, Game Boy Advance)
- Mega Man Battle Chip Challenge (2003, Game Boy Advance)
- Mega Man Zero 2 (2003, Game Boy Advance)
- Crayon Shin-Chan Arashi o Yobu Cinema-Land no Daibouken! (2004, Game Boy Advance)
- Mega Man Zero 3 (2004, Game Boy Advance)
- Mega Man Zero 4 (2005, Game Boy Advance)
- Fantastic Children (2005, Game Boy Advance)
- Crayon Shin-Chan Densetsu o Yobu Omake no To Shokkugaan! (2006, Game Boy Advance)
- Mega Man ZX (2006, Nintendo DS)
- Eureka 7 V.1: New Wave (2006, PlayStation Portable)
- Crayon Shin-Chan DS: Arashi o Yobu Nutte Crayo~n Daisakusen! (2007, Nintendo DS)
- Mega Man ZX Advent (2007, Nintendo DS)
- Doraemon Nobita to Midori no Kyojinden (2008, Nintendo DS)
- Crayon Shin-Chan Arashi o Yobu Cinema-Land Kachinkogachinko Daikatsugeki! (2008, Nintendo DS)
- Mega Man 9 (2008, WiiWare, Xbox Live Arcade, PlayStation Network)
- Crayon Shin-Chan Arashi o Yobu Nendororo~n Daihenshin (2009, Nintendo DS)
- Chougekijouban Keroro Gunsou: Gekishin Dragon Warriors de Arimasu! (2009, Nintendo DS)
- Crayon Shin-Chan Obaka Daininden Susume! Kasukabe Ninja Tai! (2010, Nintendo DS)
- Mega Man Zero Collection (2010, Nintendo DS)
- Keshikasu-kun Battle Kas-tival (2010, Nintendo DS)
- Do-Konjou Shogakussei Bon Bita Hadaka no Choujou Ketsusen!! Bita vs. Dokuro Dei! (2010, Nintendo DS)
- Mega Man 10 (2010, WiiWare, Xbox Live Arcade, PlayStation Network)
- Power Rangers Samurai: The Game (2011, Nintendo DS)
- Gal*Gun (2011, Xbox 360, PlayStation 3)
- Crayon Shin-Chan Uchuu DE Achoo!? Yuujoo no Obakarate!! (2011, Nintendo 3DS)
- Bokura no Kingdom (2011, Mobile)
- Great Battle Fullblast (2012, Playstation Portable)
- Naruto SD Powerful Shippuden (2012, Nintendo 3DS)
- Gon: Baku Baku Baku Baku Adventure (2012, Nintendo 3DS)
- Shantae and the Pirate's Curse (2014, Nintendo 3DS, Wii U, PC)
- Azure Striker Gunvolt (2014, Nintendo 3DS, PC)
- Mighty Gunvolt (2014, Nintendo 3DS, PlayStation Vita, PlayStation 4, PC)
- Gal Gun: Double Peace (2015, PlayStation Vita, PlayStation 4)
- Mighty No. 9 (2016, PC, OS X, Linux, Xbox 360, PlayStation 3, Wii U, Nintendo 3DS, PlayStation Vita, PlayStation 4, Xbox One)
- Azure Striker Gunvolt 2 (2016, Nintendo 3DS)
- Shantae: Half-Genie Hero (2016, Xbox 360, PlayStation 3, Wii U, PlayStation Vita, PlayStation 4, Xbox One, PC)
- Blaster Master Zero (2017, Nintendo Switch, Nintendo 3DS)
- Mighty Gunvolt Burst (2017, Nintendo Switch, Nintendo 3DS, PlayStation 4)
- Gal Gun 2 (2018, PlayStation 4, Nintendo Switch)
- Bloodstained: Curse of the Moon (2018, PC, Nintendo Switch, Nintendo 3DS, PlayStation Vita, PlayStation 4, Xbox One)
- Bloodstained: Ritual of the Night (2018, PC, OS X, Linux, Nintendo Switch, PlayStation Vita, PlayStation 4, Xbox One)
- Dragon Marked for Death (2019, PC, Nintendo Switch, PlayStation 4)
- Blaster Master Zero 2 (2019, PC, Nintendo Switch, PlayStation 4)
- Gunvolt Chronicles: Luminous Avenger iX (2019, PC, Nintento Switch, PlayStation 4, Xbox One)
- Bloodstained: Curse of the moon 2 (2020, PC, Nintendo Switch, PlayStation 4, Xbox One)
- Blaster Master Zero 3 (2021, PC, Nintendo Switch, PlayStation 4, Xbox series, Xbox one)
- Gunvolt Chronicles: Luminous Avenger iX 2 (2022, PC, Nintento Switch, PlayStation 4, Xbox One)
- Gal Guardians: Demon Purge (2023, Nintendo Switch, PlayStation 4, PlayStation 5, Windows, Xbox One, Xbox Series X/S)

## Discographie
- INTIR-001 Remastered Tracks Rockman Zero
- INTIR-002+3 Remastered Tracks Rockman Zero IDEA
- INTIR-004+5 Remastered Tracks Rockman Zero TELOS
- INTIR-006+7 Remastered Tracks Rockman Zero PHYSIS
- INTIR-008+9 Rockman ZX Soundtrack "ZX Tunes"
- INTIR-010+11 Rockman ZX Advent Soundtrack "ZXA Tunes"
- INTIR-012 Rockman ZX Soundsketch "ZX Gigamix"
- INTIR-013 Rockman 9 Original Soundtrack
- INTIR-014 Rockman 9 Arrange Soundtrack
- INTIR-015 Chiptuned Rockman
- INTIR-016 Rockman 10 Original Soundtrack
- INTIR-017 Rockman 10 Image Soundtrack
- INTIR-018 Remastered Tracks Rockman Zero MYTHOS
- INTIR-019+20 Gal*Gun Original Soundtrack
- INTIR-021 Rockman Zero Collection Soundtrack - résonnant vie -